# 斜滩镇
斜滩镇，是中华人民共和国福建省宁德市寿宁县下辖的一个乡镇级行政单位。

## 行政区划
斜滩镇下辖以下地区：
斜滩社区、斜滩村、香菇山村、楼下村、元潭村、青垅村、新村、王溪村、印潭村、石井村、厝基村、钱塘村、水北村、山田村、外洋村和奖六村。